# Tolminska korita

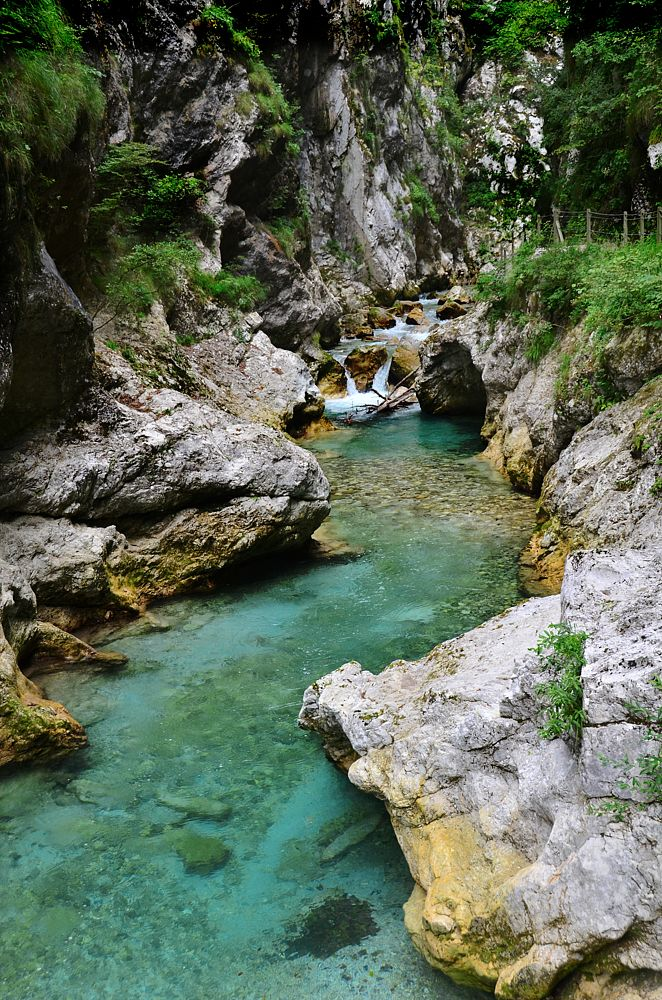
Tolminska Korita - řeka Tolminka Slovinsko

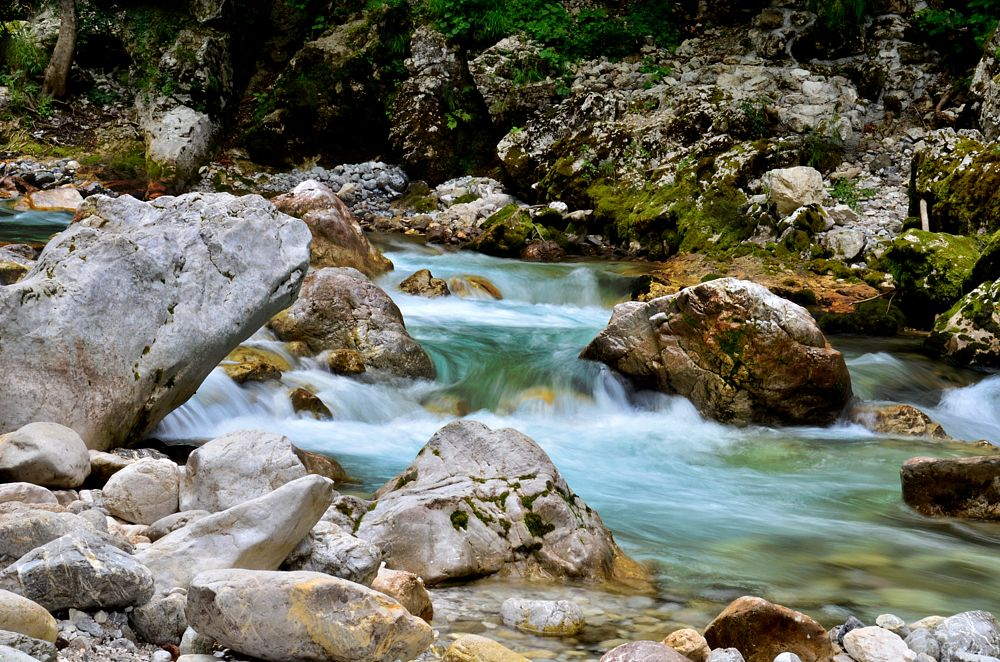
Tolminska Korita - řeka Tolminka Slovinsko

Tolminska Korita (česky Tolminské soutěsky) je společný název pro soutěsky řek Tolminky a Zadlaščice, které se nachází v Julských Alpách na nejnižším místě Triglavského národního parku ve výšce 180 m n. m. na okraji obce Tolmin. Tolminska Korita jsou jednou z nejatraktivnějších míst Tolminského regionu.
Tolminska Korita byla uvedena na seznam přírodních památek Slovinska jako oblast s výjimečnými přírodními vlastnostmi.

## Popis a historie soutěsky
První oficiální popis Tolminské soutěsky vydal v roce 1954 Anton Melik v publikaci Julské Alpy zaostřeno na krasového jevy a přítomnost ledovce. Samostatná stezka má asi 2 km a její projití trvá cca 1–2 hodiny. Trasa vás provede kolem soutoku řek Tolminka a Zadlaščica, Medvědí hlavy, přes Ďáblův most, Zadlašskou jeskyně (Danteho jeskyně) a k termálnímu prameni.

### Soutok Tolminky a Zadlaščica
Jedná se o nejnižší místo značené trasy Tolminska Korita, kde se říčka Zadlaščica vlévá do Tolminky v nadmořské výšce 180 m n. m. Prakticky se jedná o jediný soutok ve skalních soutěskách na území Slovinska.

### Medvědí hlava (Glava Medveda)
Ve velmi úzké soutěsce řeky Zadlaščica je mezi skalami nad vodou zaklíněn balvan připomínající hlavu medvěda. Toto místo bývá na většině fotografií.

### Ďáblův most
Ďáblův most (Hudičev most) je překlenuje soutěsku 60 m nad řekou Tolminka. Název dostal podle své polohy nad hlubokým údolím.

### Zadlašská jeskyně
Tato jeskyně je spíše známá jako Danteho jeskyně. Ve 14. století ji prý navštívil Dante Alighieeri a její hrůzostrašnost ho inspirovala k dílu Peklo.

### Termální pramen
Na jednom z konců kaňonu Tolminska Korita pak dojdete k termálnímu prameni, který teplotu až 21 °C.